# Son of G Rap
Son of G Rap è un album collaborativo tra i rapper statunitensi 38 Spesh e Kool G Rap, pubblicato nel 2018.
L'album vede la partecipazione di diversi artisti hip hop «leggendari» quali Cormega, N.O.R.E., Freddie Gibbs ed AZ, mentre la produzione, elogiata dai critici, è affidata, tra gli altri, a DJ Premier, The Alchemist, Pete Rock e Showbiz. Il disco è un album di street rap che mette in mostra l'esordiente 38 Spesh e mantiene il suono «tradizionale» di New York.
| Recensione | Giudizio |
| ---------- | -------- |
| HipHopDX   | [ 2 ]    |
| RapReviews | [ 3 ]    |

## Tracce
1. Intro – 2:14 (38 Spesh, Kool G Rap) – Midnite
2. Upstate 2 Queens – 2:55 (38 Spesh, Kool G Rap) – 38 Spesh
3. Land Mine (featuring Ransom) – 2:18 (38 Spesh, Ransom) – The Alchemist
4. Shame – 3:06 (38 Spesh) – Naughty Shorts
5. G Heist – 2:25 (38 Spesh, Kool G Rap) – Daringer
6. Dead or Alive (featuring Cormega) – 3:43 (38 Spesh, Kool G Rap, Cormega) – Midnite
7. The Meeting (Problems or Peace) – 3:48 (38 Spesh, Kool G Rap) – DJ Premier
8. Binoculars (featuring N.O.R.E., Vado & Benny the Butcher) – 4:06 (38 Spesh, Kool G Rap, Noreaga, Vado, Benny) – I.D.
9. Nothin Gonna Change (featuring Emanny) – 2:58 (38 Spesh, Kool G Rap, Emanny) – Midnite
10. Bricks at the Pen – 3:23 (38 Spesh, Kool G Rap) – Showbiz
11. Flow Gods (featuring Freddie Gibbs & Meyhem Lauren) – 3:10 (38 Spesh, Kool G Rap, Freddie Gibbs, Meyhem Lauren) – Pete Rock
12. Heartless (featuring Dwayne Collins) – 4:00 (38 Spesh, Kool G Rap, Dwayne Collins) – 38 Spesh
13. Honest Truth (featuring AZ) – 2:50 (38 Spesh, Anthony Cruz) – Midnite
14. Young 1's (featuring Che'Noir & Anthony Hamilton) – 3:30 (38 Spesh, Che'Noir, Anthony Hamilton) – DJ Premier
15. Aborted Child – 2:43 (38 Spesh) – Pete Rock